# Kassensturz (Fernsehsendung)
Kassensturz ist eine Fernsehsendung, die vom Schweizer Radio und Fernsehen (SRF) – ausser in den Sommermonaten – wöchentlich auf SRF 1 ausgestrahlt wird und sich mit Themen rund um den Konsumentenschutz befasst. Eine regelmässige Zusammenarbeit besteht mit der Schwestersendung A Bon Entendeur von RTS Un (Radio Télévision Suisse) und mit Espresso, dem Konsumentenmagazin von Radio SRF 1.

## Geschichte
Die Sendung wurde am 4. Januar 1974 zum ersten Mal ausgestrahlt; gegründet wurde sie von Roger Schawinski. Sie konnte sich rasch mit Produktvergleichen und Enthüllungen profilieren. Legendär sind beispielsweise der Ende der 1970er Jahre durch die Stiftung für Konsumentenschutz aufgedeckte «Ravioli-Skandal», der Bericht über Mineralwasser ohne Mineralstoffe oder die Enttarnung von überzuckerten Weinen. Das Magazin war dabei nie ein klassisches Wirtschaftsmagazin, im Vordergrund standen immer konkrete Themen des Konsumentenschutzes. Noch heute zählt der Kassensturz zu den erfolgreichsten Schweizer Fernsehsendungen.
Anfang der 1990er Jahre lancierte das Magazin die Konsumentenzeitschrift K-Tipp. Ende der 1990er Jahre zerstritten sich die Produzenten des K-Tipps mit dem Kassensturz. In der Folge arbeitete die Redaktion des Kassensturzes mit der neu gegründeten Konsumentenzeitschrift Saldo zusammen. Im Herbst 2004 wurde die Zusammenarbeit mit Saldo beendet; neu standen den Kassensturz-Redaktoren zwei Seiten im K-Tipp zur Verfügung. Im Juni 2010 wurde auch die Medienpartnerschaft mit dem K-Tipp eingestellt, mit der Begründung, im Internetzeitalter erreiche man heute die meisten Zuschauer auch ohne Printprodukt.
Beim Austausch von Ergebnissen in vergleichenden Warentests gibt es eine Zusammenarbeit mit der Stiftung Warentest in Deutschland.

## Sendeplatz
Zu Beginn war der Sendeplatz vierzehntäglich am Freitag um 19 Uhr, ab 1. Januar 1975 vierzehntäglich am Montag um 20.20 Uhr, ab 31. Dezember 1976 am Freitag um 20.20 Uhr, ab 1. Januar 1980 vierzehntäglich am Montag um 19.00 Uhr und ab 28. September 1981 vierzehntäglich am Montag um 18.30 Uhr. Ab 7. Januar 1985 wurde die Sendung wöchentlich am Montag um 20.55 Uhr ausgestrahlt und seit 20. August 1990 wöchentlich am Dienstag um 21.05 Uhr.

## Rubriken
- «Test»: die meistverkauften Produkte verschiedener Hersteller werden wissenschaftlich auf verschiedene Kriterien getestet. Die getesteten Produkte erhalten Schweizer Schulnoten von 1 bis 6. Detaillierte Testergebnisse sind nach der Ausstrahlung jeweils auf der Internetseite nachzulesen.
- «Darf man das?»: Am Anfang der Sendung wird eine Rechtsfrage gestellt wie z. B. «Darf ich den Geschirrspüler unbeaufsichtigt laufen lassen?». Die Zuschauer können via SMS-Voting abstimmen. Im Verlaufe der Sendung wird die Frage von der Rechtsexpertin Gabriela Baumgartner beantwortet.
- «Kassensturz undercover»: Kassensturz-Reporter sind mit versteckter Kamera unterwegs.
- «Etikettenschwindel»: Zuschauer können die Redaktion auf Produkte hinweisen, bei denen die Verpackung ihr Versprechen nicht halten kann. Ende Jahr wird der Etikettenschwindel des Jahres durch ein Online-Voting gekürt.
- «Schlusspunkt»: Das letzte Wort haben im Kassensturz Komiker, die satirisch ein Konsumthema behandeln. Zurzeit (2017) präsentiert Claudio Zuccolini die Rubrik, davor war es Simon Enzler.

## Moderatoren
Von 1974 bis 1977 moderierte Roger Schawinski. Zwischen 1976 und 1986 wechselte die Leitung der Sendung mehrfach; Moderatoren waren André Francioli (1977–1978), Walter Rüegg (1979–1980), Peter Wettler (1980–1982) und Beat Hurni (1982–1986). Ab 1986 wurde der Kassensturz für zehn Jahre vom Journalisten Hans Räz und Urs P. Gasche geleitet und moderiert, zwischen 1996 und 2005 lagen Leitung und Moderation bei Hansjörg Utz und Ueli Schmezer. Schmezer moderierte bis Ende 2021 weiter. Heute wird die Sendung von Bettina Ramseier und André Ruch alternierend moderiert. Kathrin Winzenried moderierte die Sendung von 2009 bis 2023. Redaktionsleiter ist seit 2021 Christian Dütschler, er folgte auf Ursula Gabathuler. Mit dem Kassensturz wird auch Peter Kner, die Off-Sprecherstimme, verbunden.

## Kritik
Der Sendung wird tendenziöse Berichterstattung durch gezieltes Hervorrufen von Empörung beim Publikum sowie durch eine ebenso gezielte Darstellung von Opfer- und Täterrolle vorgeworfen. Die Beiträge folgten hierbei oft dem gleichen Aufbau, in dem die Opfer- und Täterrollen noch zusätzlich akzentuiert würden. Die Selbstverantwortung der Konsumenten gehe hierbei oft unter.
Die jeweils in der Sendung gezeigten Testresultate stehen in der Kritik, lediglich Werbebeiträge für das (kostenpflichtige) Konsumentenmagazin K-Tipp zu sein. Die detaillierten Testergebnisse sind auf der Website des Kassensturzes nicht abrufbar. Bereits im Jahr 2000 kam das Bundesgericht nach einer Beschwerde der Unabhängigen Beschwerdeinstanz für Radio und Fernsehen (UBI) zum Schluss, dass die Schweizerische Radio- und Fernsehgesellschaft (SRG) die Sendung Kassensturz als Werbeplattform für die Konsumentenzeitschrift Saldo missbraucht und verbotene Schleichwerbung betrieben habe.
2006 unterlag der Kassensturz bzw. die SRG vor Bundesgericht wegen eines im Januar 2005 ausgestrahlten, rund neunminütigen Beitrages über den Wert von MBA-Lehrgängen. Die Hälfte eines darin gezeigten Filmberichts befasste sich nur mit einer bestimmten MBA-Schule, die darin in einem negativen Licht dargestellt wurde. Das Bundesgericht kam zum Schluss, dass der umstrittene Beitrag Programmbestimmungen verletzt habe. Im Hinblick auf die Schwere der Vorwürfe seien die Grenzen eines noch zulässigen, anwaltschaftlich konzipierten Berichts überschritten worden.
Im Herbst 2010 wandten sich die SVP-Politiker Gregor Rutz und Natalie Rickli mit einer Beschwerde an die UBI wegen der am 15. September 2015 im Vorfeld der eidgenössischen Wahlen ausgestrahlten Kassensturz-Sendung «Parteien im Konsumentencheck: Diese fallen durch», in der die SVP als die «konsumentenfeindlichste Partei» bezeichnet wurde. Bereits der zuvor konsultierte Ombudsmann Achille Casanova hatte die Sendung in ungewöhnlich scharfen Worten wegen der unausgewogenen Berichterstattung und der Verletzung gleich mehrerer Sorgfaltspflichten als «schlicht inakzeptabel» bezeichnet. Die UBI kam in ihrem Entscheid vom 15. Juni 2016 zum Schluss, die Redaktion habe den bei Wahlsendungen wichtigen journalistischen Sorgfaltspflichten wie der Unparteilichkeit und dem Fairnessprinzip in ungenügender Weise Rechnung getragen. Die einseitige Berichterstattung sei implizit einer negativen Wahlempfehlung gegenüber der SVP gleichgekommen und habe damit eine unzulässige Wahlbeeinflussung des Publikums dargestellt und das Vielfaltsgebot von Art. 4 Abs. 4 RTVG (Bundesgesetz über Radio und Fernsehen) verletzt. Sie hiess die Beschwerde gut.
In einem andern Fall bekam der Kassensturz dagegen nachträglich recht: Im März 2003 führte er in der Sendung «Versicherungs-Berater unter der Lupe» mit einer versteckten Kamera Interviews mit Versicherungsvertretern, um auf mangelhafte Beratungen im Versicherungsgeschäft hinzuweisen. Im Oktober 2008 entschied das Bundesgericht, das fragliche Vorgehen lasse sich nicht mit der Wahrung berechtigter Interessen oder mit den journalistischen Berufspflichten rechtfertigen. Der damalige Chefredaktor des Schweizer Fernsehens, Ueli Haldimann, der damalige verantwortliche Redaktionsleiter Hansjörg Utz sowie eine Redaktorin und eine Journalistin wurden wegen des Abhörens und des Aufnehmens fremder Gespräche zu bedingten Geldstrafen verurteilt. Der Europäische Gerichtshof für Menschenrechte, an den sich die SRG nach dem Schweizer Schuldspruch wandte, kam 2015 mit 6:1 Stimmen zu einem anderen Schluss: Das Urteil verletze die Meinungsfreiheit, für die es bei Fragen von allgemeinem Interesse kaum Einschränkungen gebe.

## «Grabschaffäre»
Am 6. Februar 2006 und am 19. Dezember 2006 strahlte Kassensturz zwei Beiträge über Schönheitschirurgen aus. In einem Beitrag wurde gezeigt, wie ein prominenter Schönheitschirurg die nackten Brüste einer 19-Jährigen berührt hatte, was die Boulevardpresse als «Grabschen» bezeichnete. SF-Chefredaktor Ueli Haldimann hatte vor der Ausstrahlung für die umstrittenen Filmbeiträge sein ausdrückliches Einverständnis zum Senden gegeben.
Im September 2007 hiess die UBI eine Beschwerde gegen die Sendung gut. Sie kam zum Schluss, dass die versteckt gefilmten Aufnahmen nicht hätten ausgestrahlt werden dürfen. Die Zürcher Staatsanwaltschaft reichte darauf eine Klage gegen vier SF-Mitarbeiter – darunter Chefredaktor Ueli Haldimann – ein. Das Obergericht Zürich verurteilte die SF-Mitarbeiter wegen mehrfachen Abhörens und Aufnehmens von fremden Gesprächen zu bedingten Geldstrafen, was vom Bundesgericht bestätigt wurde. Die SRG appellierte an den Europäischen Gerichtshof für Menschenrechte; dessen Urteil steht noch (2017) aus. Der Fall löste eine Diskussion darüber aus, unter welchen Umständen der Einsatz einer versteckten Kamera journalistisch vertretbar sei. Im Februar 2015 wurde die Praxis des umstrittenen Schönheitschirurgen geschlossen.